# Ischnus politus
Ischnus politus là một loài tò vò trong họ Ichneumonidae.